# Brasilianische Badmintonmeisterschaft 2017
Die Brasilianische Badmintonmeisterschaft 2017 fand vom 23. bis zum 26. November 2017 in Fortaleza statt.

## Medaillengewinner
| Disziplin    | Gold                                                    | Silber                                           | Bronze                                                           |
| ------------ | ------------------------------------------------------- | ------------------------------------------------ | ---------------------------------------------------------------- |
| Herreneinzel | Mateus Carijo Cutti                                     | Artur Silva Pomoceno                             | Cleyson Nobre Dos Santos                                         |
| Herreneinzel | Mateus Carijo Cutti                                     | Artur Silva Pomoceno                             | Matheus Voigt                                                    |
| Dameneinzel  | Jeisiane Alves                                          | Jackeline Luz                                    | Bianca de Oliveira Lima                                          |
| Dameneinzel  | Jeisiane Alves                                          | Jackeline Luz                                    | Mariana Freitas                                                  |
| Herrendoppel | Cleyson Nobre Dos Santos Isak Pinheiro De Souza Batalha | Cleudson Jardel De Sousa Lima Francielton Farias | Felipe Augusto De Faria Vinicius Gabriel Soares Alecrim De Paula |
| Herrendoppel | Cleyson Nobre Dos Santos Isak Pinheiro De Souza Batalha | Cleudson Jardel De Sousa Lima Francielton Farias | Felippe Cury Victor de Jesus Alves                               |
| Damendoppel  | Jaqueline Carvalho Mariana Freitas                      | Claudia Michelle Wu Low Marta Lopes              | Alice Morais Railanny Ellen Pereira Amâncio Aguiar               |
| Damendoppel  | Jaqueline Carvalho Mariana Freitas                      | Claudia Michelle Wu Low Marta Lopes              | Jackeline Luz Jeisiane Alves                                     |
| Mixed        | Francielton Farias Jeisiane Alves                       | Felippe Cury Mariana Freitas                     | Matheus Voigt Bianca de Oliveira Lima                            |
| Mixed        | Francielton Farias Jeisiane Alves                       | Felippe Cury Mariana Freitas                     | Victor de Jesus Alves Manoella Klemz Koepsel                     |